# Воздухораспределитель

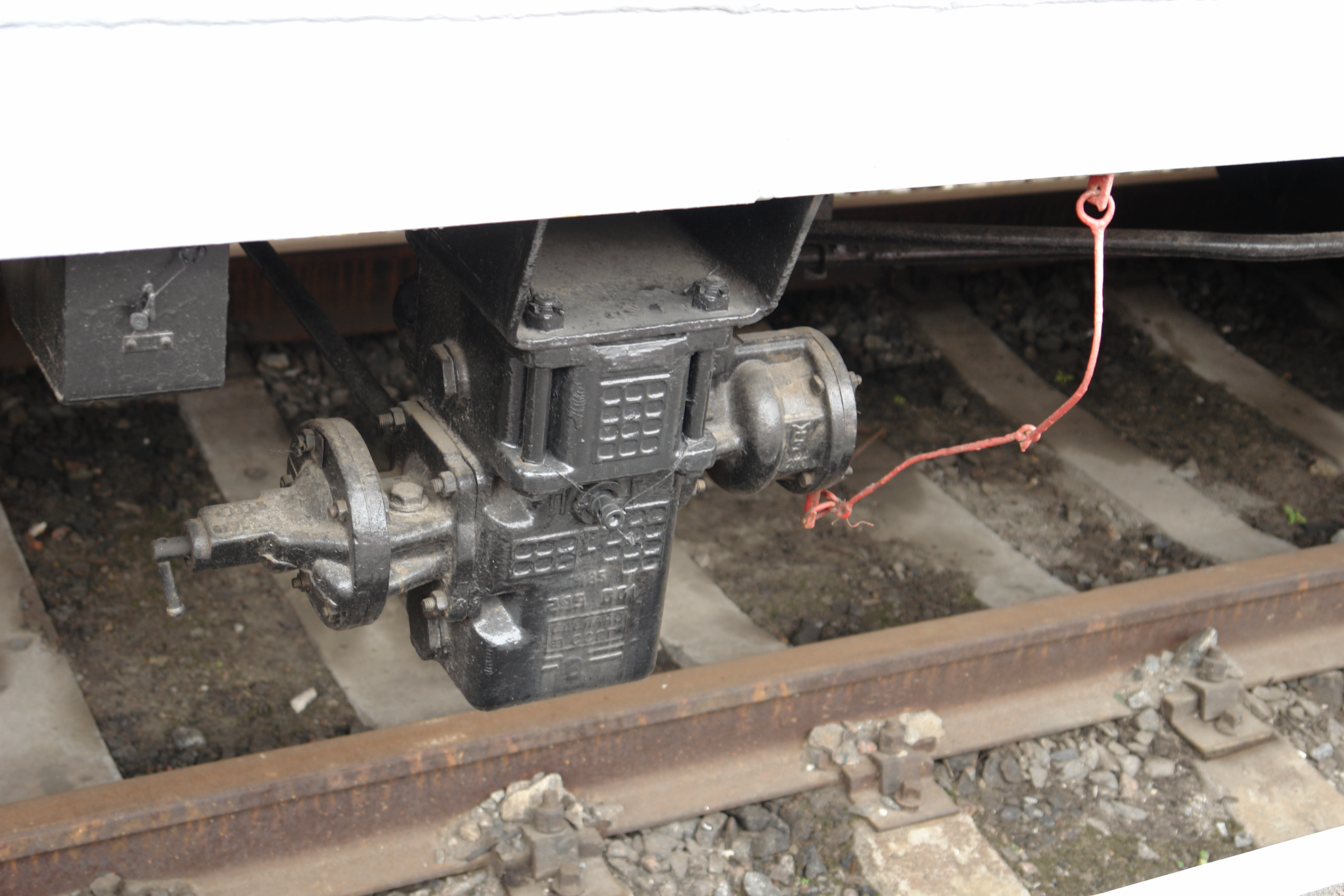
Воздухораспределитель тип 483М, стандартный для любых грузовых вагонов российских железных дорог

Воздухораспределитель — один из элементов пневматических автотормозов, предназначенный для управления изменением давления сжатого воздуха в тормозном цилиндре или специальном (тормозном) резервуаре любой единицы подвижного состава в зависимости от изменения давления в тормозной магистрали автоматического пневматического тормоза. 

## Принцип действия
Сжатый воздух поступает из тормозной магистрали в тормозные цилиндры под давлением, на которое снижается давление в магистрали. Работа воздухораспределителя характеризуется темпом снижения давления в тормозной магистрали. В положении отпуска и зарядки воздухораспределитель допускает снижение давления темпом 0,02–0,04 МПа/мин. без срабатывания (кроме воздухораспределителя жёсткого типа специального назначения). Для торможения необходимо снижение давления темпом выше 0,006 МПа в секунду не менее чем на 0,03 МПа. Для получения максимального давления в тормозном цилиндре тормозную магистраль разряжают на 0,13–0,15 МПа.
Воздухораспределитель быстро срабатывает в поезде любой длины благодаря дополнительной служебной разрядке магистрали на ограниченное давление (0,03–0,05 МПа) в начальный период торможения; при этом перекрываются зарядные отверстия. Дальнейшее действие воздухораспределителя обеспечивается при любом темпе снижения магистрального давления. Дополнительная разрядка магистрали обеспечивает высокую скорость срабатывания автотормозов по длине поезда (до 300 м/с при экстренном и до 280 м/с при служебном торможении). Воздухораспределитель устанавливаются на каждой единице подвижного состава.

## Воздухораспределители подвижного состава РЖД
На вагонах российских железных дорог (колеи 1520 мм) применяются стандартизированные воздухораспределители грузового и пассажирского типов. Воздухораспределители расположены под рамой вагона примерно по центру.  

### Воздухораспределители грузового типа

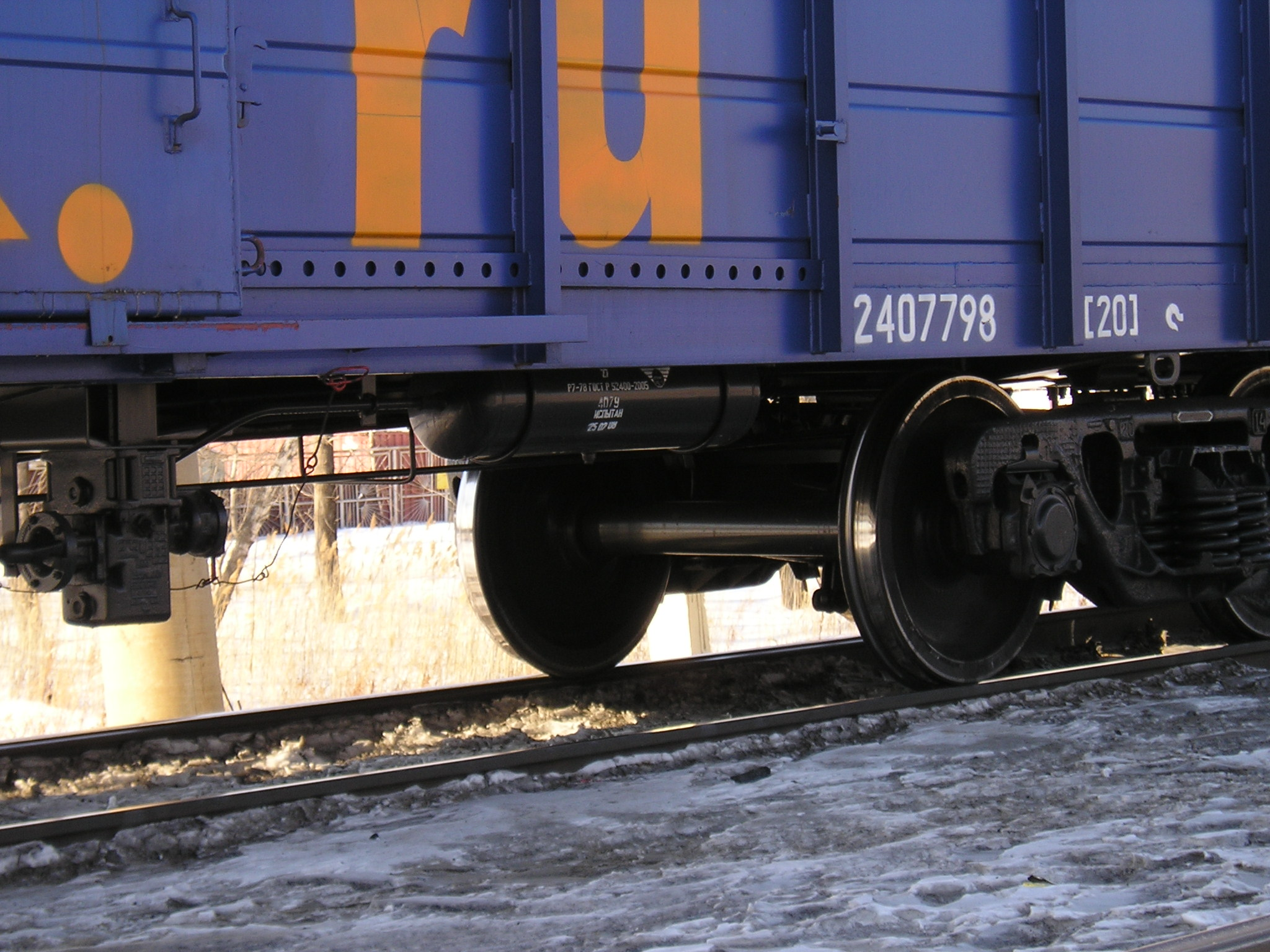
Воздухораспределитель №483М и запасный резервуар на грузовом вагоне

На 2023 год единственным универсальным воздухораспределителем грузового типа является ВР №483М (тип 483М), применяющийся на любых грузовых вагонах независимо от их предназначения. Воздухораспределитель прямодействующий с двумя режимами работы: равнинным режимом с бесступенчатым отпуском и горным режимом со ступенчатым отпуском. Позволяет поддерживать при торможении минимальный темп разрядки тормозной магистрали в хвостовой части длинносоставного поезда, что ускорят процесс наполнения тормозных цилиндров этих вагонов и сокращает тормозной путь. За счёт высокой скорости тормозной волны (290-300 м/с), повышенных свойств мягкости и одинаковых уровней и время наполнения тормозных цилиндров вагонов обеспечивает возможность ведения грузовых поездов весом до 8 тысяч тонн (порядка 80 гружёных вагонов). В тормозном оборудовании грузового вагона обычно комбинируется с грузовым авторежимом. Конструктивно представляет собой модифицированную (М) версию ВР №483, внедрённого на железных дорогах СССР с 1977 года.  
Переключение режимов работы грузового воздухораспределителя производится вручную, режима отпуска — рукояткой с торца магистральной части, режима торможения — рукояткой на двухкамерном резервуаре. Между грузовым воздухораспределителем и тормозным цилиндром возможна установка грузового авторежима, автоматически регулирующего давление в тормозном цилиндре в зависимости от загрузки поезда, при этом режимный переключатель фиксируется в положении «гружёный» (при чугунных тормозных колодках) либо «средний» (при тормозных колодках из композиционного материала). Грузовой воздухораспределитель имеет магистральную и главную части, устанавливаемые на двухкамерном резервуаре. Через магистральную часть производится дополнит, разрядка магистрали при торможении и разрежение золотниковой камеры в соответствии со снижением давления в магистрали. При отпуске тормоза через магистральную часть рабочая камера сообщается с золотниковой камерой и магистралью (на равнинном режиме) или через золотниковую камеру только с магистралью (на горном режиме). Главная часть прекращает дополнительную разрядку магистрали после снижения давления на 0,05 МПа, наполняет тормозной цилиндр из запасного резервуара до давления, соответствующего снижению давления в золотниковой камере и усилию режимных пружин. При отпуске тормоза через главную часть выпускается сжатый воздух из тормозного цилиндра.
Применяемые на зарубежном подвижном составе грузовые воздухораспределители обладают только одним видом отпуска: ступенчатым (на европейских железных дорогах) либо бесступенчатым (на американских железных дорогах).

### Воздухораспределители пассажирского типа
На 
Пассажирские воздухораспределители 292 и 242 предназначены для пассажирского подвижного состава, имеющие режимы работы, отличающиеся временем наполнения тормозных цилиндров при экстренном торможении и временем отпуска тормозов для короткосоставного и длинносоставного поездов. Конструктивно пассажирский воздухораспределитель выполняется заодно с ускорителем экстренного торможения.
При торможении пассажирский воздухораспределитель соединяет тормозную магистраль с камерой дополнительной разрядки, вызывая быстрое снижение давления примерно на 0,025 МПа, и выравнивает давление в запасном резервуаре и магистрали, перепуская воздух в тормозной цилиндр. При повышении давления в магистрали на 0,015–0,020 МПа после служебного торможения магистральный орган пассажирского воздухораспределителя переметается в положение «отпуск»; при этом тормозной цилиндр сообщается с атмосферой, а запасной резервуар через зарядные отверстия — с тормозной магистралью. При быстром снижении давления в магистрали (темпом, большим чем 0,05 МПа в 1 с) приходит в действие ускоритель экстренного торможения, в результате чего магистраль сообщается с атмосферой.
В зарубежной практике используются пассажирские воздухораспределители с другим принципом действия, выполненные отдельно от ускорителя экстренного торможения.

## Электровоздухораспределитель
Воздухораспределитель с электрическим управлением, применяемый в системах электропневматических тормозов подвижного состава. Электровоздухораспределитель изменяет давление сжатого воздуха в тормозных цилиндрах и поддерживает его в требуемых пределах в соответствии с командами электрических сигналов с пульта управления. В зависимости от системы электро-пневматического тормоза различают электровоздухораспределители:
- прямодействующего типа, воздействующие непосредственно на тормозные цилиндры (применяются на отечественных железных дорогах, на метрополитене (усл. № 337) и в США)
- непрямодействующего типа, управляющие изменением давления в тормозной магистрали (применяются в Западной Европе).

На отечественных электропоездах электровоздухораспределитель устанавливают с 1947 года. Широкие исследования электропневматического тормоза с электровоздухораспределителем в грузовых поездах проводились в 60-е годы. Электровоздухораспределителем оборудованы все пассажирские вагоны и локомотивы, а также вагоны электропоездов, дизель-поездов, скоростных поездов. Конструктивно электровоздухораспределитель выполняется в виде приставки к пневматическому воздухораспределителю (например, на электропоездах и дизель-поездах) или в виде самостоятельного прибора, работающего с электрическим и пневматическим управлением,— на скоростных поездах. Преобразование электрического сигнала в пневматический осуществляется электромагнитными вентилями. По способу преобразования сигнала различают электровоздухораспределители:
- аналогового типа, действующие пропорционально времени подачи электрического сигнала (в электровоздухораспределителе, установленном на пассажирском подвижном составе, электропоездах и скоростных поездах) либо действующие пропорционально изменению напряжения электрического тока (с вентилями замещения, в электродинамическом тормозе)
- дискретного типа (электровоздухораспределитель системы «Весткод» на зарубежном подвижном составе).

Камера электровоздухораспределителя, смонтированная вместе с пневматическим воздухораспределителем, крепится к фланцу тормозного цилиндра или к специальному кронштейну, через которые проходят каналы воздушной магистрали от резервуара и тормозного цилиндра. Полость камеры объёмом 1,5 литра является управляющим резервуаром пневматического реле. Электрическая часть электровоздухораспределителя содержит два электромагнитных вентиля: тормозной и отпускной. При торможении оба вентиля возбуждаются. Тормозной вентиль наполняет сжатым воздухом управляющий резервуар, а отпускной разобщает резервуар с атмосферой. Требуемая ступень торможения определяется временем возбуждения тормозного вентиля. При отпуске тормоза оба вентиля обесточиваются, в результате чего производится выпуск сжатого воздуха из управляющего резервуара через отпускной вентиль, и требуемая ступень отпуска определяется временем его обесточивания. В зависимости от изменения давления в управляющем резервуаре пневматического реле, содержащее впускной и выпускной клапаны, управляемые диафрагмой, осуществляет аналогичное изменение давления в тормозном цилиндре,  впуская в него сжатый воздух из запасного резервуара или выпуская его в атмосферу. Для отключения воздухораспределителя при действии электровоздухораспределителя служит переключательный клапан, который также отключает электровоздухораспределитель при действии воздухораспределителя.